# Hibiscus coulteri
Hibiscus coulteri es un arbusto perennifolio de la familia  Malvaceae. 

## Descripción
Es un arbusto perenne,  nativo del desierto en colinas y laderas rocosas a una altitud de 1,500 a 4.500 metros, en Arizona y México, que florece desde abril hasta septiembre, por lo general respondiendo a la época de humedad. Las flores pueden variar de amarillo a blanco, con una mancha púrpura en cada uno de los 5 pétalos. Las hojas de la parte inferior de la planta son redondas u ovaladas, mientras que las superiores tienen 3 profundos y estrechos lóbulos dentados.

## Taxonomía
Hibiscus coulteri fue descrita por Harv. ex A.Gray y publicado en Smithsonian Contributions to Knowledge 3(5): 23. 1852.
Etimología
Ver: Hibiscus
coulteri: epíteto otorgado en honor del botánico John Merle Coulter (1851-1928)
Sinonimia
- Hibiscus coulteri var. brevipedunculatus M.E.Jones[2]